# XXYY 증후군
XXYY 증후군(XXYY syndrome)은 남성이 추가적으로 X와 Y 염색체가 하나 더 있는, 성염색체 이상 증상을 가리킨다. 인간의 세포는 보통 2개의 성 염색체를 포함하며, 그 중 하나는 어미로부터 나머지 하나는 아비로부터 물려받는다. 일반적으로 여성은 2개의 X 염색체(XX)가 있는 반면, 남성은 하나의 X와 하나의 Y 염색체(XY)가 있다. SRY 유전자의 기능을 적절히 수행하는 Y 염색체를 적어도 하나 가지고 있을 경우 남성으로 구분된다. 그러므로 XXYY를 지닌 인간은 일반적으로 남성이다. XXYY 증후군이 있는 남성은 일반적인 46개가 아닌 48개의 염색체를 가지고 있다. 이러한 까닭에 XXYY 증후군은 48,XXYY 증후군 또는 48,XXYY이라고도 부른다. 18,000~40,000명의 출생 남아 가운데 한 명에 영향을 미치는 것으로 추정된다.

## 역사
48,XXYY karyotype의 소년이 최초로 보고된 것은 1960년 잉글랜드 맨체스터의 Sylfest Muldal와 Charles H. Ockey에 의해서였다.

## 같이 보기
- 이수성 (생물학)
- XXXX 증후군